# Rifeh

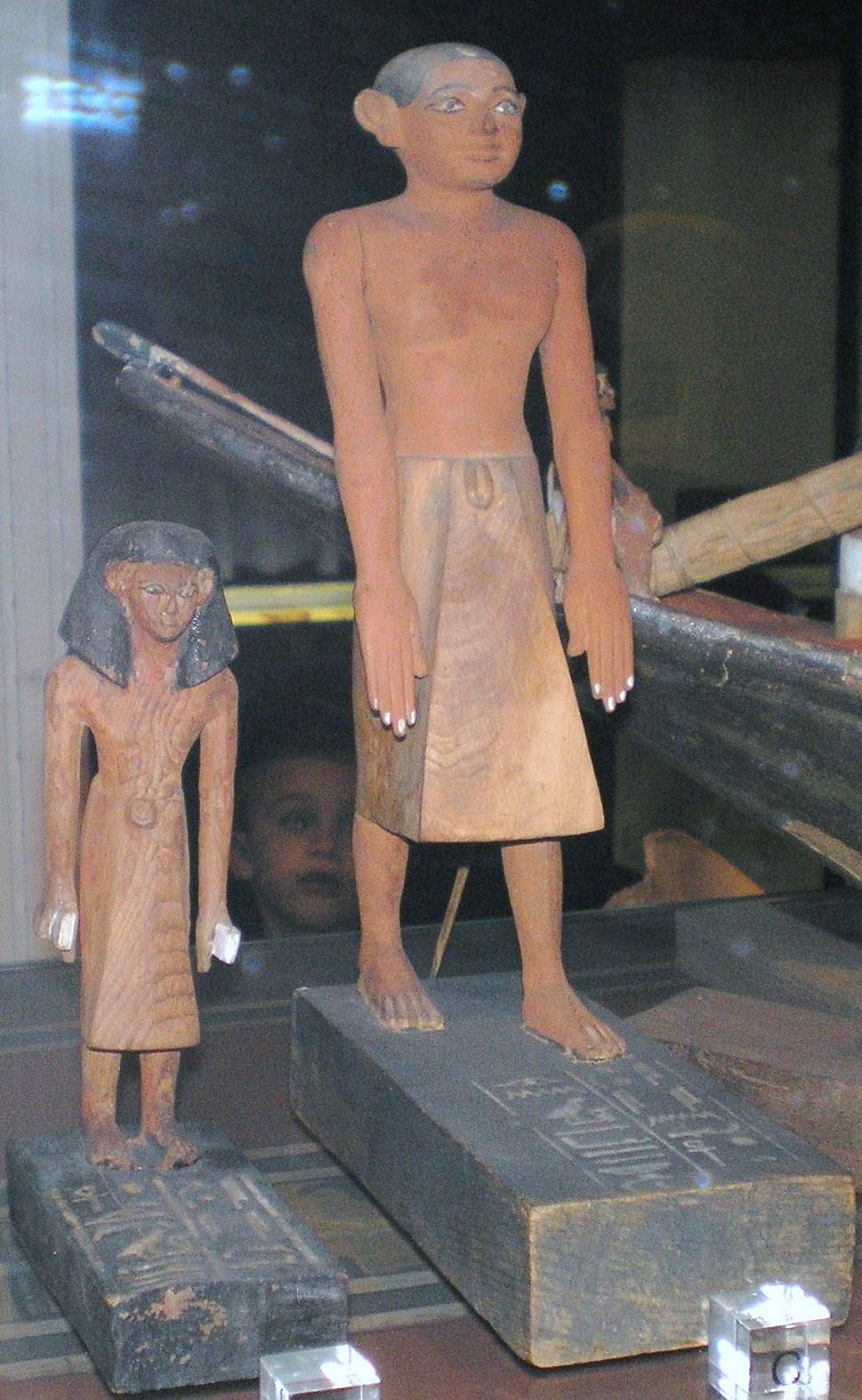
Estàtua trobada a la tomba de Rifeh coneguda com "els dos germans" (Museu de Manchester, Universitat de Manchester).

Rifeh o Deir Rifeh (també Rifah) és el nom d'una ciutat situada a l'Alt Egipte, prop de la moderna Shutb, on s'han trobat diverses necròpolis situades a la riba occidental del Nil, i a on s'han fet troballes de diverses èpoques de l'antic Egipte. Rifeh va servir de cementiri de la capital del nomós XI (Set), Shashotep des del Primer Període Intermedi a l'època ptolemaica. El jaciment va ser excavat per Flinders Petrie entre el 1906 i el 1907.

## Les màscares de Rifeh[2]
El cartonatge egipci era un material similar al cartró pedra modern, fet a partir diverses capes de lli o de papir estucat que s'enganxaven amb goma de resina quan estaven mullades i que es modelaven per a construir figures o s'empraven com a embolcall funerari per a cobrir les mòmies, després es cobrien amb guix i es pintaven i decoraven (a vegades amb Pa d'or)
Flinders Petrie va descobrir a Rifeh unes vuitanta màscares funeràries fabricades amb cartonatge de papir d'època ptolemaica que avui es troben al Museu Petrie (Londres). Les màscares duien inscripcions escrites en grec antic i en demòtic.